# Euphyia psyroides
Euphyia psyroides là một loài bướm đêm trong họ Geometridae.